# Talakmau
Talakmau (nebo také: Talamau či Ophir) je dlouhodobě nečinný vulkanický komplex, tyčící se na západě indonéského ostrova Sumatra do výšky 2 919 m. Masiv tvoří převážně andezit a dacit. Vrchol komplexu zakončuje trojice kráterů, seřazených v linii severovýchod–jihozápad. Kdy došlo k poslední erupci, není známo. Odhady hovoří o holocénu. Potenciální erupce z roku 1937 nebyla dodnes potvrzená.